# Pueblo búlgaro
El pueblo búlgaro (idioma búlgaro: българи, pronunciado [ˈbɤɫɡɐri]) es actualmente un pueblo eslavo meridional, aunque sus orígenes son 
heterogéneos y no solo eslavos, generalmente asociado con la Bulgaria, Macedonia del Norte y el idioma búlgaro.